# Abu Lahab
Abu Lahab foi um tio de Maomé que se opôs aos ensinamentos do Profeta. A ele foi revelado, dez anos antes de morrer, que ele nunca se converteria e iria para o Inferno, e Maomé o provocou, dizendo que bastava ele se converter para desmentir a revelação divina, mas ele nunca o fez.
Abu Lahab era tio paterno de Maomé. Ele era filho de Abedal Motalibe, o avô paterno de Maomé.
De acordo com Ibn Zaid, Abu Lahab perguntou a Maomé se, se ele abraçasse a fé islâmica, o que ele ganharia, e recebeu como resposta que receberia o mesmo que os outros; em seguida, ele quis saber se haveria alguma distinção especial; quando Maomé disse que não haveria, Abu Lahab amaldiçoou a nova religião, na qual ele seria igual a todas as outras pessoas.
Antes de Maomé se tornar Profeta, duas filhas de Maomé tinham se casado com filhos de Abu Lahab, Utbah e Utaibah. Hadhrat Ruqayyah, a segunda filha de Maomé, foi a esposa de Utbah, e Hadhrat Umme Kulsum, a terceira filha de Maomé, a esposa de Utaibah. Por insistência do pai, eles se divorciaram quando Maomé começou a convidar as pessoas para o Islã. Utaibah, ao repudiar suas esposas, tentou cuspir em Maomé, foi amaldiçoado, e morreu devorado por um tigre, na Síria.
Ele odiava tanto o Islã que seguia Maomé, e procurava dizer às pessoas que a verdade era o oposto do que Maomé havia dito. Maomé não poderia condenar seu tio em público, a menos que este se excedesse em seu comportamento.
Dez anos antes da morte de Abu Lahab, Alá revelou a Maomé o destino negro de Abu Lahab e sua esposa, dizendo que Abu Lahab iria para o inferno.
Pelos dez anos seguintes, bastava Abu Lahab ter dito que se convertia ao Islã que ele contradiria o Islã, mas ele nunca se converteu. Maomé dizia a ele, "Você me odeia tanto, e quer acabar comigo? Diga estas palavras, e eu estou terminado!".
Abu Lahab é a única pessoa que foi especificamente condenada no Alcorão, apesar de terem havido outros inimigos de Maomé; o motivo foi que um dos valores da sociedade árabe seria o silah rehmi, o bom tratamento dos parentes, de modo que um dos piores pecados era romper os laços com seus parentes. Como Maomé era órfão de pai, ele deveria ser representado por um tio paterno, que o trataria como filho, porém ao se opor ao sobrinho, Abu Lahab teria  desrespeitado todas as tradições árabes.